# Saison 2018 des Phillies de Philadelphie
La saison 2018 des Phillies de Philadelphie est la 136e saison en Ligue majeure de baseball pour cette franchise.

## Saison régulière
La saison régulière de 162 matchs des Phillies débute le 29 mars par une visite aux Braves d'Atlanta et se termine le 30 septembre suivant. Le match local d'ouverture au Citizens Bank Park de Philadelphie est programmé pour le 5 avril à l'occasion de la visite des Marlins de Miami.

### Classement
| Ligue américaine division Est | V   | D   | %    | Diff. | Diff. (élim.) |
| ----------------------------- | --- | --- | ---- | ----- | ------------- |
| Red Sox de Boston             | 108 | 54  | ,667 | -     | -             |
| Yankees de New York           | 100 | 62  | ,617 | 8     | -             |
| Rays de Tampa Bay             | 90  | 72  | ,556 | 18    | -             |
| Blue Jays de Toronto          | 73  | 89  | ,451 | 35    | -             |
| Orioles de Baltimore          | 47  | 115 | ,290 | 61    | -             |